# Cornel Știrbeț
Cornel Știrbeț (n. 11 septembrie 1952, Ștenea) este un politician român, între 2000-2008 deputat de Sibiu din partea PNL, trecut în 2007 la PDL. În legislatura 2000-2004, Cornel Știrbeț a fost validat ca deputat pe data de 20 februarie 2001 când l-a înlocuit pe deputatul Horia Mircea Rusu și a fost membru în grupurile parlamentare de prietenie cu Republica Finlanda și Macedonia. Cornel Știrbeț a fost ales deputat pe listele PNL în legislatura 2004-2008, a devenit deputat independent în perioada decembrie 2006 - februarie 2008 iar apoi a trecut la PDL. În legislatura 2004-2008, Cornel Știrbeț a fost membru în grupurile parlamentare de prietenie cu Republica Finlanda, Islanda, Malaezia și Republica Venezuela. În legislatura 2008-2012, Cornel Știrbeț a fost ales pe listele PDL și a fost membru în grupurile parlamentare de prietenie cu Marele Ducat de Luxemburg, India și Republica Filipine.     
La alegerile din 2008 a fost ales deputat de Sibiu din partea PDL.